# Edward Clive, I conte di Powis
Edward Clive, I conte di Powis (Bloomsbury, 7 marzo 1754 – Londra, 16 maggio 1839), è stato un politico inglese.

## Biografia
Era il figlio maggiore di Robert Clive, I barone Clive, e di sua moglie, Lady Margaret Maskelyne. Studiò all'Eton College e al Christ Church di Oxford.

## Carriera politica
Egli succedette al padre come Barone Clive nel 1774. Tuttavia, poiché si trattava di un titolo nobiliare irlandese, non aveva il diritto ad un seggio nella Camera dei Lord britannica (anche se aveva il diritto ad un seggio nella Camera dei Lords irlandese). Lo stesso anno è stato eletto alla Camera dei Comuni per Ludlow, posto che mantenne fino al 1794. Fu membro del Consiglio di Agricoltura nel 1793.
Il 13 agosto 1794 venne creato Barone Clive nella Paria di Gran Bretagna, e di conseguenza prese posto alla Camera dei lord. Ebbe una brillante carriera in India, dove è stato governatore di Madras (1798-1803). Il 14 maggio 1804 fu ulteriormente creato barone Powis, barone Herbert, visconte Clive e conte di Powis, una rinascita del titolo che si era estinto alla morte di suo cognato, George Herbert, II conte di Powis, nel 1801.
Fu Lord luogotenente dello Shropshire (1775-1798 e 1804-1839) e Lord luogotenente del Montgomeryshire (1804-1830). Fu colonnello della milizia dello Shropshire nel 1775 e della milizia dello Shropshire meridionale nel 1809; insieme agli altri colonnelli della milizia gli fu concesso il grado di brevetto come colonnello nell'esercito britannico nel 1794.

## Matrimonio
Sposò, il 7 maggio 1784 a Londra, Lady Henrietta Herbert (3 settembre 1758-3 giugno 1830), figlia di Henry Herbert, I conte di Powis. Ebbero quattro figli:
- Edward Herbert, II conte di Powis (22 marzo 1785-17 gennaio 1848);
- Lady Charlotte Florentia Clive (12 settembre 1787-27 luglio 1866), sposò Hugh Percy, III duca di Northumberland, non ebbero figli;
- Lady Henrietta Antonia Clive (?-22 dicembre 1835), sposò Sir Watkins Williams-Wynn, V Baronetto, ebbero tre figli;
- Robert Henry Clive (15 gennaio 1789-20 gennaio 1854), sposò Harriet Windsor, baronessa Windsor, ebbero nove figli.

## Morte
Lady Powis morì il 3 giugno 1830, all'età di 71 anni. Lord Powis le sopravvisse di nove anni e morì nella sua casa di Londra, il 16 maggio 1839, a 85 anni. Fu sepolto nella chiesa parrocchiale di Bromfield, Shropshire, vicino alla sua proprietà Oakley Park.

## Ascendenza
|                                |                  |                    | Genitori         |  |  | Nonni |  |  | Bisnonni     |  |  | Trisnonni    |  |
|                                |                  |                    |                  |  |  |       |  |  | Robert Clive |  |  | George Clive |  |
|                                |                  |                    |                  |  |  |       |  |  | Robert Clive |  |  | George Clive |  |
|                                |                  | Mary Husbands      |                  |  |  |       |  |  | Robert Clive |  |  |              |  |
| Richard Clive                  |                  |                    |                  |  |  |       |  |  | Robert Clive |  |  |              |  |
|                                |                  | Elizabeth Amphlett | Richard Amphlett |  |  |       |  |  |              |  |  |              |  |
|                                |                  | Elizabeth Amphlett | Richard Amphlett |  |  |       |  |  |              |  |  |              |  |
|                                |                  | Elizabeth Amphlett | Anne Cookes      |  |  |       |  |  |              |  |  |              |  |
| Robert Clive, I barone Clive   |                  | Elizabeth Amphlett |                  |  |  |       |  |  |              |  |  |              |  |
|                                |                  | Nathaniel Gaskell  | Daniel Gaskell   |  |  |       |  |  |              |  |  |              |  |
|                                |                  | Nathaniel Gaskell  | Daniel Gaskell   |  |  |       |  |  |              |  |  |              |  |
|                                |                  | Nathaniel Gaskell  | Grace Holt       |  |  |       |  |  |              |  |  |              |  |
| Rebecca Gaskell                |                  | Nathaniel Gaskell  |                  |  |  |       |  |  |              |  |  |              |  |
|                                |                  | Sarah Wilson       | …                |  |  |       |  |  |              |  |  |              |  |
|                                |                  | Sarah Wilson       | …                |  |  |       |  |  |              |  |  |              |  |
|                                |                  | Sarah Wilson       | …                |  |  |       |  |  |              |  |  |              |  |
| Edward Clive, I conte di Powis |                  | Sarah Wilson       |                  |  |  |       |  |  |              |  |  |              |  |
|                                | Nevill Maskelyne | William Maskelyne  |                  |  |  |       |  |  |              |  |  |              |  |
|                                | Nevill Maskelyne | William Maskelyne  |                  |  |  |       |  |  |              |  |  |              |  |
|                                | Nevill Maskelyne | Jane Best          |                  |  |  |       |  |  |              |  |  |              |  |
| Edmund Maskelyne               | Nevill Maskelyne |                    |                  |  |  |       |  |  |              |  |  |              |  |
|                                |                  | Anne Bathe         | William Bath     |  |  |       |  |  |              |  |  |              |  |
|                                |                  | Anne Bathe         | William Bath     |  |  |       |  |  |              |  |  |              |  |
|                                |                  | Anne Bathe         | …                |  |  |       |  |  |              |  |  |              |  |
| Margaret Maskelyne             |                  | Anne Bathe         |                  |  |  |       |  |  |              |  |  |              |  |
|                                |                  | John Booth         | George Booth     |  |  |       |  |  |              |  |  |              |  |
|                                |                  | John Booth         | George Booth     |  |  |       |  |  |              |  |  |              |  |
|                                |                  | John Booth         | Martha Hawtrey   |  |  |       |  |  |              |  |  |              |  |
| Elizabeth Booth                |                  | John Booth         |                  |  |  |       |  |  |              |  |  |              |  |
|                                |                  | Elizabeth Proger   | Edward Proger    |  |  |       |  |  |              |  |  |              |  |
|                                |                  | Elizabeth Proger   | Edward Proger    |  |  |       |  |  |              |  |  |              |  |
|                                |                  | Elizabeth Proger   | Eliza Welles     |  |  |       |  |  |              |  |  |              |  |
|                                |                  | Elizabeth Proger   |                  |  |  |       |  |  |              |  |  |              |  |